# Відкрите море (фільм, 1924)
Відкрите море (англ. Blue Water) — канадська драма режисера Девіда Гартфорда 1924 року. Не існує виживших копій фільму.

## У ролях
- П'єр Гендрон[en] — Джиммі Вествер
- Джейн Томас[en] — Керрі
- Норма Ширер — Ліліан Дентон
- Джон Вебб Діллон[en]
- Герлан Найт[en]
- Луїс Дарклі